# Centuries of Torment: The First 20 Years
Centuries of Torment: The First 20 Years è un DVD del gruppo musicale statunitense Cannibal Corpse, pubblicato nel 2008 per celebrare i 20 anni dalla formazione della band.

## 1° CD: La storia dei Cannibal Corpse

### 1987-1995
- Intro
- Demo
- Eaten Back to Life
- Butchered at Birth
- Tomb of the Mutilated
- The Bleeding

### 1995 - oggi
- Vile
- Gallery of Suicide
- Bloodthirst
- Gore Obsessed and The Wretched Spawn
- Kill

## 2° CD: Performance dei Cannibal Corpse

### With Full Force 2007
- Unleashing the Bloodthirsty
- Murder Worship
- Disposal of the Body

### Toronto 2006
- The Time To Kill Is Now
- Disfigured
- Death Walking Terror
- Covered With Sores
- Born In a Casket
- I Cum Blood
- Decency Defied
- Make Them Suffer
- Dormant Bodies Bursting
- Five Nails Through The Neck
- Devoured By Vermin
- Hammer Smashed Face
- Stripped, Raped, And Strangled

### Party San 2005
- Puncture Wound Massacre
- Sentenced To Burn
- Fucked With A Knife
- Psychotic Precision
- Pulverized
- Pounded Into Dust
- The Wretched Spawn

### New York 2000
- The Spine Splitter
- Dead Human Collection

### Jacksonville, FL 1996
- Mummified In Barbed Wire

### Nashville, TN 1994
- Entrails Ripped From A Virgin's Cunt
- Pulverized

### Buffalo, NY 1989
- Shredded Humans
- Rotting Head

### Videoclip
- Staring Through the Eyes of the Dead
- Devoured By Vermin
- Sentenced To Burn
- Decency Defied
- Make Them Suffer
- Stripped, Raped, And Strangled 2007

## Formazione
- George "Corpsegrinder" Fisher - voce
- Pat O'Brien - chitarra
- Rob Barrett - chitarra
- Alex Webster - basso
- Paul Mazurkiewicz - batteria